# HH 34
HH 34 è una nebulosa, in particolare è un oggetto di Herbig-Haro, per il suo aspetto nota come Nebulosa Cascata.

## Descrizione
Gli oggetti di Herbig-Haro si trovano nei pressi di regioni di formazione stellare (anche in HH 34 si trovano delle protostelle) e consistono in gas ionizzato (spesso allo stato plasmatico), espulso sotto forma di getti in corrispondenza dei poli di stelle in fase di formazione, che collide con nubi più dense di gas e polveri a velocità supersoniche. Le onde d'urto generate dalla collisione eccitano gli atomi del gas, che si illumina per il fenomeno della triboluminescenza. Non si riesce comunque a spiegare la forma della nebulosa. Una delle possibili ipotesi è che il filamento di gas sia prodotto dal vento proveniente da una giovane stella di una vicina nube molecolare. Però i flussi più sembrano convergere verso una sorgente radio situata in alto a sinistra. Un’altra ipotesi è che l’insolita sorgente radio nasca da un sistema binario contenente una nana bianca, una stella di neutroni o un buco nero, e che la cascata sia solo un getto proveniente da questo sistema energetico. Tali sistemi, però, sono in genere forti emettitori di raggi X, che invece non sono stati individuati.